# Bernard Birsinger
Bernard Birsinger (né le 1er septembre 1954 dans le 18e arrondissement de Paris, décédé le 25 août 2006 à Bunus, Pyrénées-Atlantiques), est un homme politique français. 
Il est membre du Parti communiste français, maire de Bobigny et député de la Seine-Saint-Denis.

## Parcours
Né à Paris, il vit à Saint-Denis jusqu'à l'âge de cinq ans, sa famille déménageant alors à Bobigny. Après avoir obtenu un baccalauréat en électromécanique, il travaille comme dépanneur d'ascenseurs pour Otis. Il habite successivement les quartiers de l'Étoile, Pierre-Semard et Karl-Marx.
Il adhère au PCF en 1973 et milite au Mouvement des jeunes communistes de France où il occupe des responsabilités nationales. En 1991, il devient membre du Comité national du PCF et premier secrétaire de la fédération de Seine-Saint-Denis.
Conseiller municipal de Bobigny depuis 1977, il en est élu maire en 1995 à la suite de la démission de Georges Valbon et est réélu maire au premier tour en 2001 (65 % des suffrages). Ses deux mandats sont particulièrement marqués par son action pour la démocratie participative, avec notamment la création des Assises de la ville biennales, de l'Observatoire des engagements devant lesquels les élus municipaux sont redevables ou encore de comités de quartier regroupant élus, habitants et acteurs du quartier (travailleurs sociaux, associations…). Il est à l'origine de la rénovation contestée par son coût de la salle des mariages de l'hôtel de ville par l'artiste Hervé Di Rosa, mais aussi de chantiers comme la prolongation de la ligne 1 du tramway, la rénovation de l'ancienne gare, la rénovation urbaine de certains quartiers, etc.
Aux élections législatives de 1997, il est élu comme suppléant de Jean-Claude Gayssot (5e circonscription de Seine-Saint-Denis, dite Bobigny-Drancy), qu'il remplace après la nomination de ce dernier en tant que ministre des Transports. Il est cependant battu aux élections de 2002 dans cette même circonscription, devancé de 17 voix par le maire UDF de Drancy Jean-Christophe Lagarde. Durant son mandat de député, il avait été un des plus fervents partisans du Pacte civil de solidarité (PACS). Il s'engage également dans la lutte pour l'abolition universelle de la peine de mort, et rend notamment visite à Mumia Abu-Jamal, condamné à mort pour le meurtre d'un policier en Pennsylvanie, qu'il fait citoyen d'honneur de Bobigny, et prend part au 1er congrès mondial contre la peine de mort, à Strasbourg en 2001. Il a également fait partie du Haut Conseil à l'intégration.
Il participe aux forums sociaux mondiaux de 2002, 2003 et 2006, notamment sur les questions de logement, et est un des organisateurs du Forum social européen de 2003, qui se tient notamment en Seine-Saint-Denis. 
Lors du référendum du 29 mai 2005, il défend le non, qui sera majoritaire dans sa ville à 83 %.
Bernard Birsinger a été président de l'Association nationale des élus communistes et républicains (ANECR).
Il décède subitement le 25 août 2006, d'un arrêt cardiaque à Bunus alors qu'il s'exprimait lors d'une table-ronde sur le logement. Sa première adjointe, Catherine Peyge, lui succède à la mairie.

## Engagement sur le logement
Au 32e congrès du PCF, en 2003, il est nommé responsable des questions de logement au Comité exécutif national. Il organise les États généraux du logement en janvier 2004 et octobre 2005 dans sa ville, qui regroupent des associations, notamment de locataires (Confédération nationale du logement…), des habitants et des élus. 
Il participait aux travaux de l'ONU-Habitat, principalement sur la question des expulsions locatives. En mars 2003, il organise une manifestation pour le respect de la loi SRU à Neuilly-sur-Seine avec plusieurs centaines de mal-logés. En février 2004, il fait voter un arrêté municipal déclarant Bobigny « zone hors expulsion locative » : cette initiative sera suivie par de nombreux maires, principalement communistes, bien qu'elle soit contestée par la préfecture, qui attaquera la ville devant le tribunal administratif. 

## Mandats
La date initiale est celle du début de mandat. La date de cessation de fonction n'est indiquée, à la fin, qu'en cas d'interruption ou de non-renouvellement.
- Conseiller municipal et maire :
  - 21 mars 1977 : conseiller municipal de Bobigny (Seine-Saint-Denis)
  - juin 1995 : maire de Bobigny (Seine-Saint-Denis)
- Député :
  - 1er juin 1997 : député de la Seine-Saint-Denis, dans la 5e circonscription (Bobigny-Drancy), en remplacement de Jean-Claude Gayssot (nommé au gouvernement)